# 1991 en Colombie-Britannique
Chronologie de la Colombie-Britannique
- 1987
- 1988
- 1989
- 1990
- 1991
- 1992
- 1993
- 1994
- 1995

Cette page concerne des événements qui se sont produits durant l'année 1991 dans la province canadienne de Colombie-Britannique.

## Politique
- Premier ministre : William Vander Zalm puis Rita Johnston et Michael Harcourt.
- Chef de l'Opposition : Michael Harcourt du Nouveau Parti démocratique de la Colombie-Britannique puis Gordon Wilson du Parti libéral de la Colombie-Britannique
- Lieutenant-gouverneur : David Lam
- Législature :

## Événements
- 2 avril : prise de fonction de Rita Johnston comme premier ministre.

- 6 novembre : fin du mandat de Rita Johnston. Michael Harcourt lui succède comme premier ministre.

## Naissances

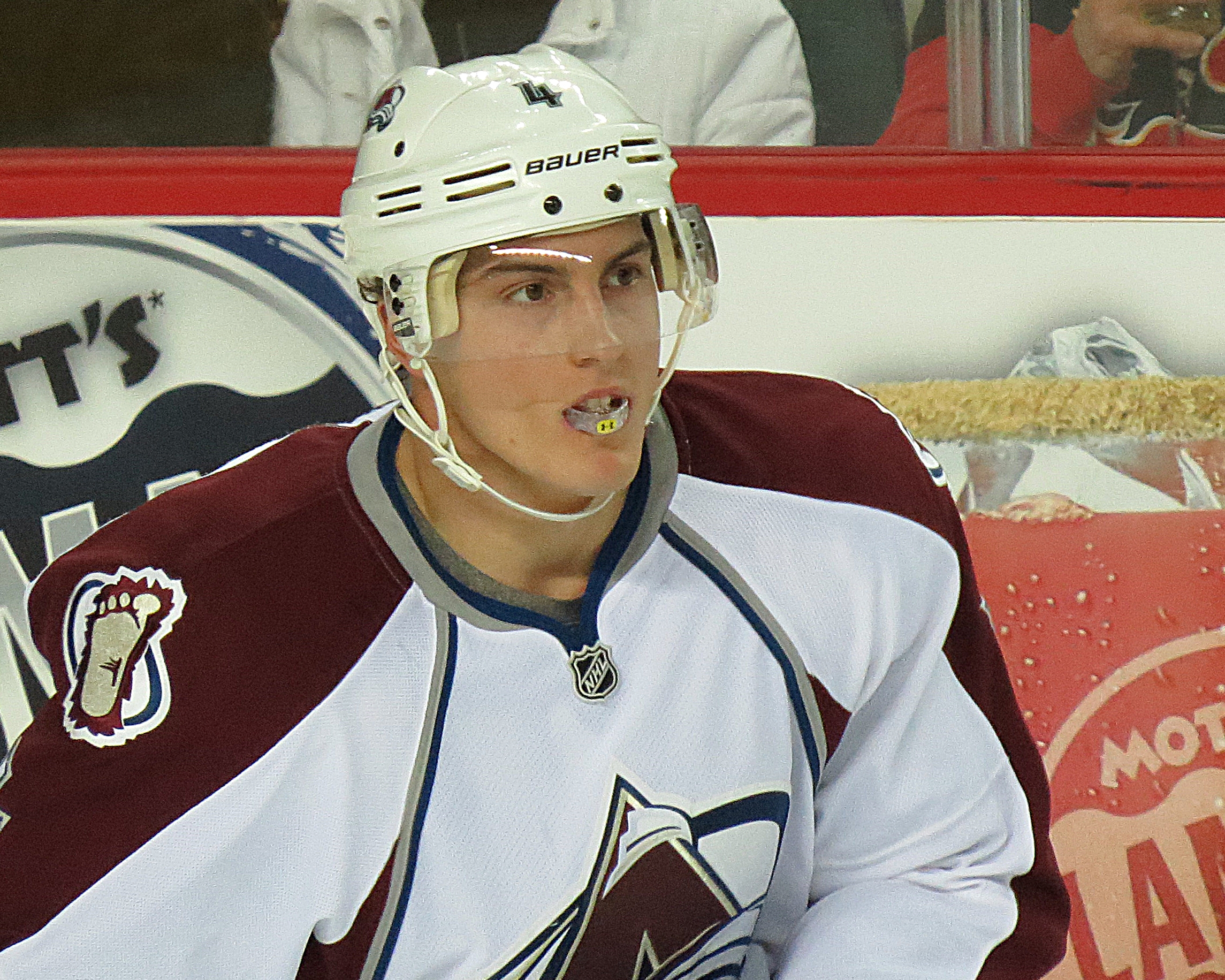
Tyson Barrie.

- 28 janvier à Victoria : Calum Worthy, acteur, scénariste et producteur canadien. Il est connu pour ses rôles de Dez dans les séries Disney Channel Austin et Ally[1], Alex Trimboli dans la série Netflix American Vandal [2], Nicholas Godejohn dans la série Hulu The Act[3].

- 4 avril à Victoria : Chelsea Anne Green , catcheuse (lutteuse professionnelle) canadienne.

- 26 juillet à Victoria : Tyson Barrie , joueur professionnel canadien de hockey sur glace. Il évolue au poste de défenseur. Tyson est le fils du joueur de hockey de la LNH, Len Barrie.

- 25 septembre : Liang-Shun Lim, connu professionnellement sous le nom de Shin Lim, magicien canado-américain[4], reconnu pour son utilisation de la manipulation de cartes et de son tour de main. Il est connu pour ses routines magiques élaborées de cartes rapprochées, au cours desquelles il reste silencieux avec les astuces mises en musique.

- 31 octobre à Victoria : Patricia Obee. Elle a remporté avec Lindsay Jennerich la médaille d'argent du deux de couple poids légers féminin aux Jeux olympiques d'été de 2016 à Rio de Janeiro.